# Törnekröningen (Bosch)
Törnekröningen eller Kristi begabbelse är en oljemålning av den nederländske konstnären Hieronymus Bosch. Den är utförd omkring 1510 och ingår sedan 1934 i National Gallerys samlingar i London. Den alternativa titelns andra ord, begabbelse, är ett ålderdomligt ord som betyder förlöjliga eller håna.
Motivet visar en scen ur passionshistorien i Nya testamentet som nämns i Matteus- (27:29), Markus- (15:17) och Johannesevangelierna (19:2) och som skedde efter gripandet av Jesus och före korsfästelsen. I Matteus berättas att soldaterna "tog av honom kläderna och hängde på honom en röd soldatkappa och vred ihop en krans av törne och satte den på hans huvud och stack en käpp i högra handen på honom. Sedan föll de på knä för honom och hånade honom och sa Leve judarnas konung”.
Londonmålningen attribueras till Bosch som har målat fler målningar med liknande motiv, till exempel Kristi korsbärande. I bildgalleriet nedan återfinns exempel på oljemålningar som attribueras "Hieronymus Boschs efterföljare" (alltså konstnärer som målat i Boschs stil och varit samtida eller verkat strax efter hans död 1516) och som skildrar samma motiv men med en annan komposition.  

## Bildgalleri

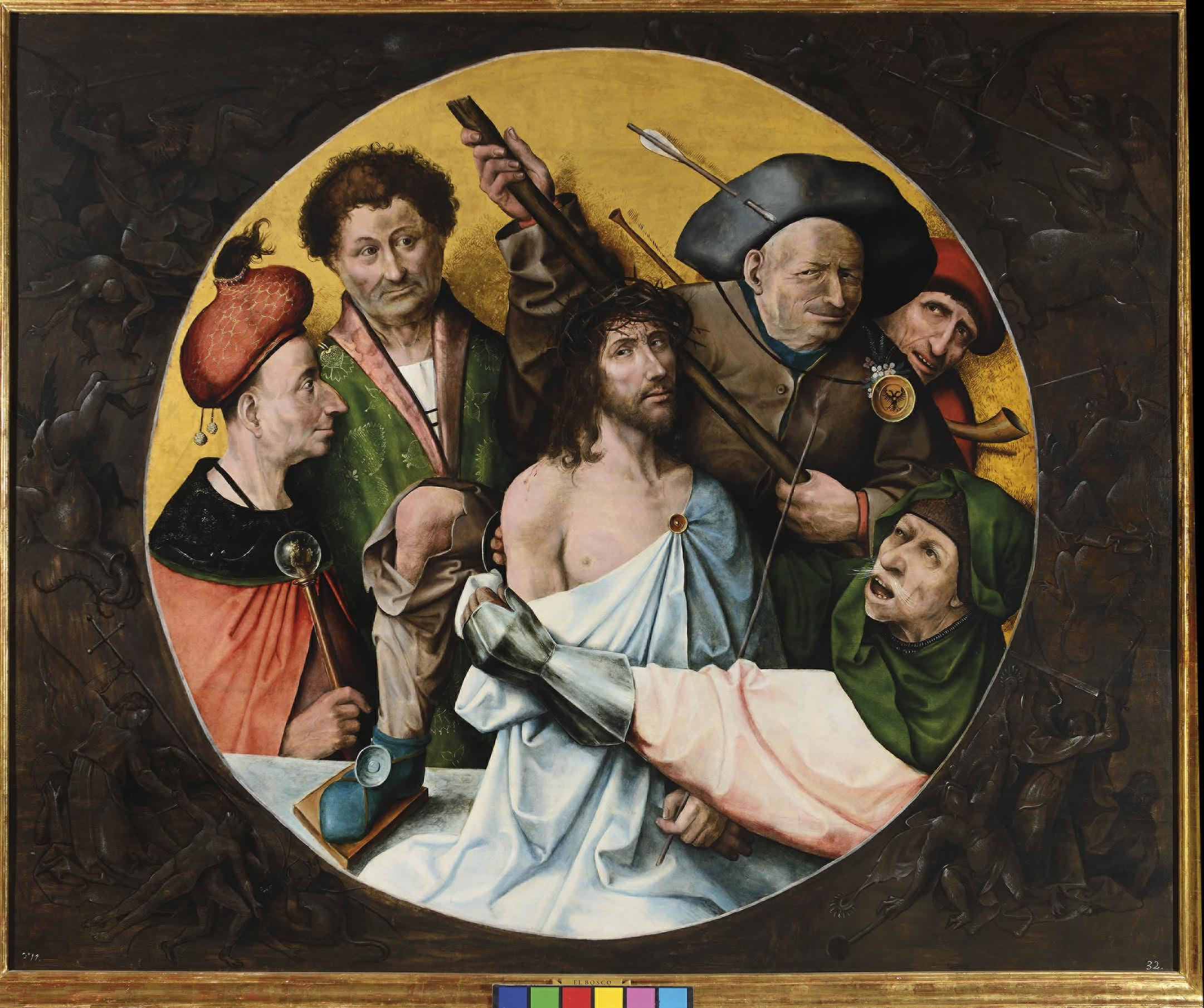
Kristi törnekröning attribueras "Hieronymus Bosch efterföljare" och förvaras på El Escorial. Den dateras till efter 1533. Storlek 165 x 195 cm.
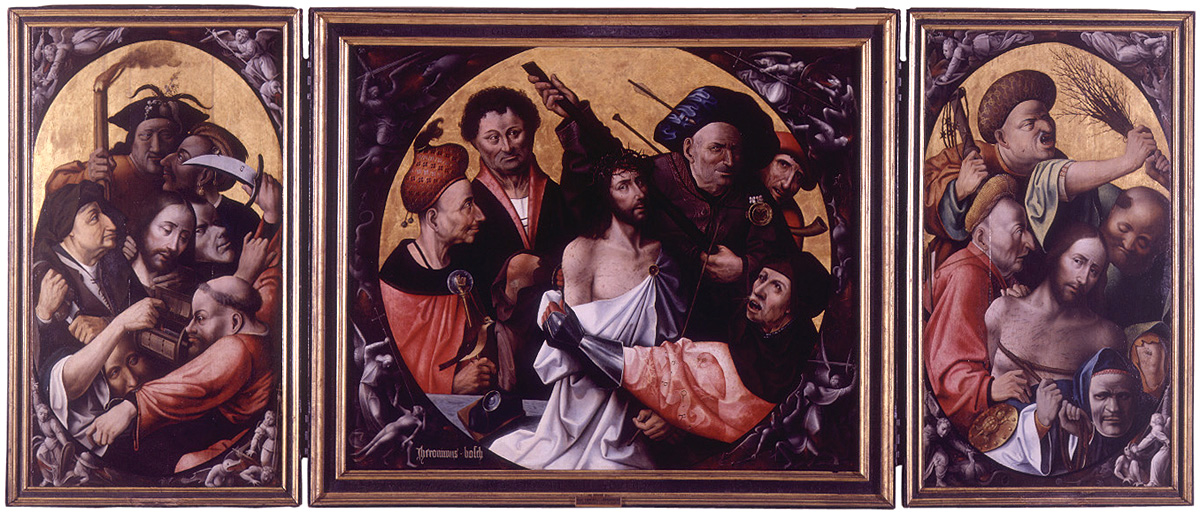
Passionstriptyken attribueras Boschs efterföljare, dateras till cirka 1510–1530 och är utställd på Museu de Belles Arts de Valencia. 150.5 x 334.5 cm. Det är en triptyk där Törnekröningen utgörs corpus, Kristi gripande till vänster och Kristi gisslande till höger.
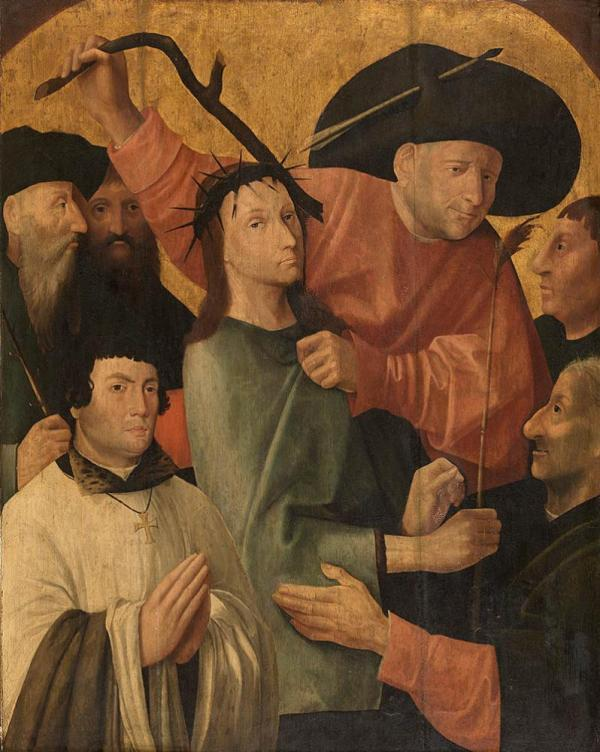
Versionen på Kungliga museet för sköna konster Antwerpen dateras cirka 1510–1530. Storlek 68 x 83 cm.
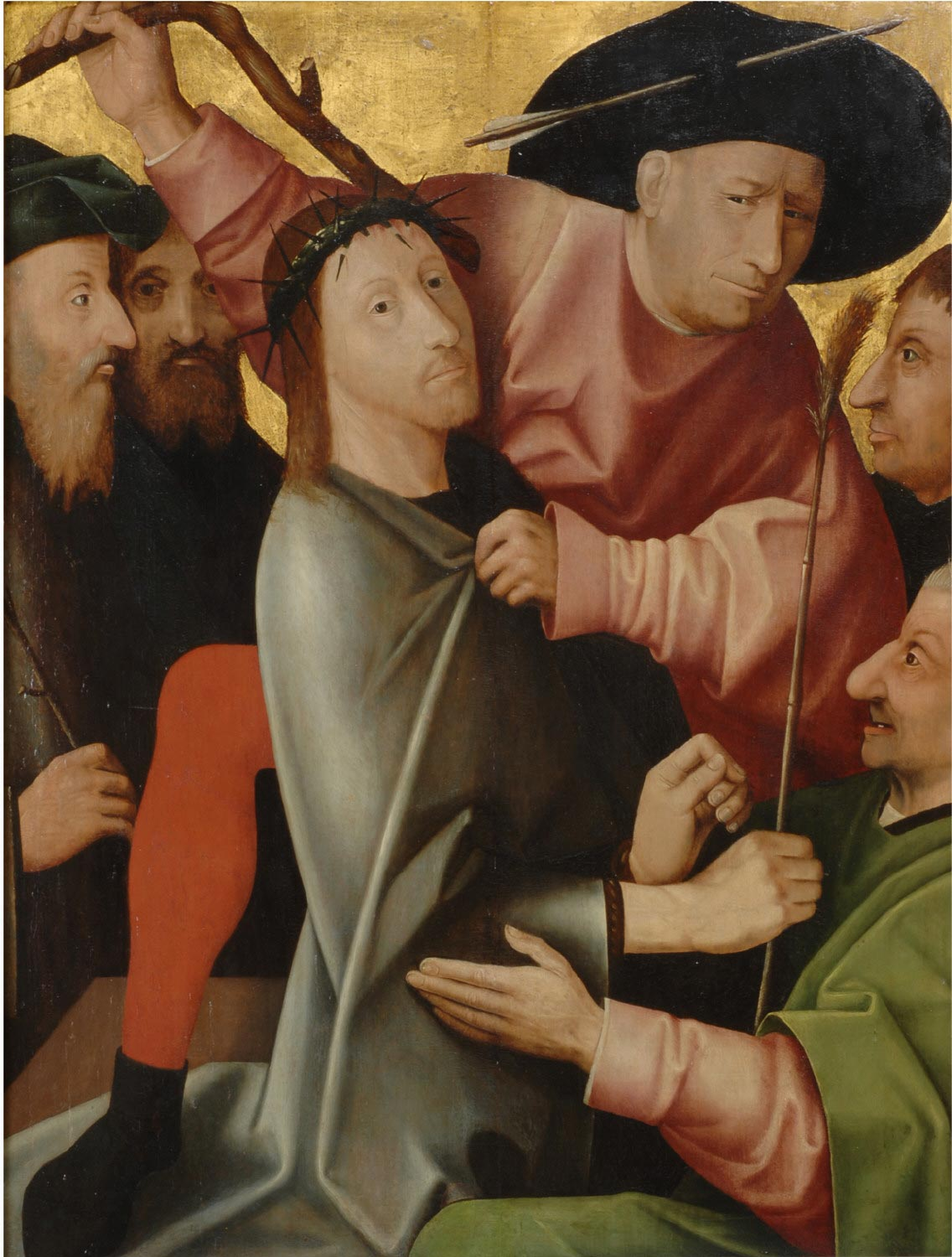
Versionen på Philadelphia Museum of Art attribueras Boschs efterföljare och dateras till 1500-talet. 67,6 × 51,8 cm.